# Panir

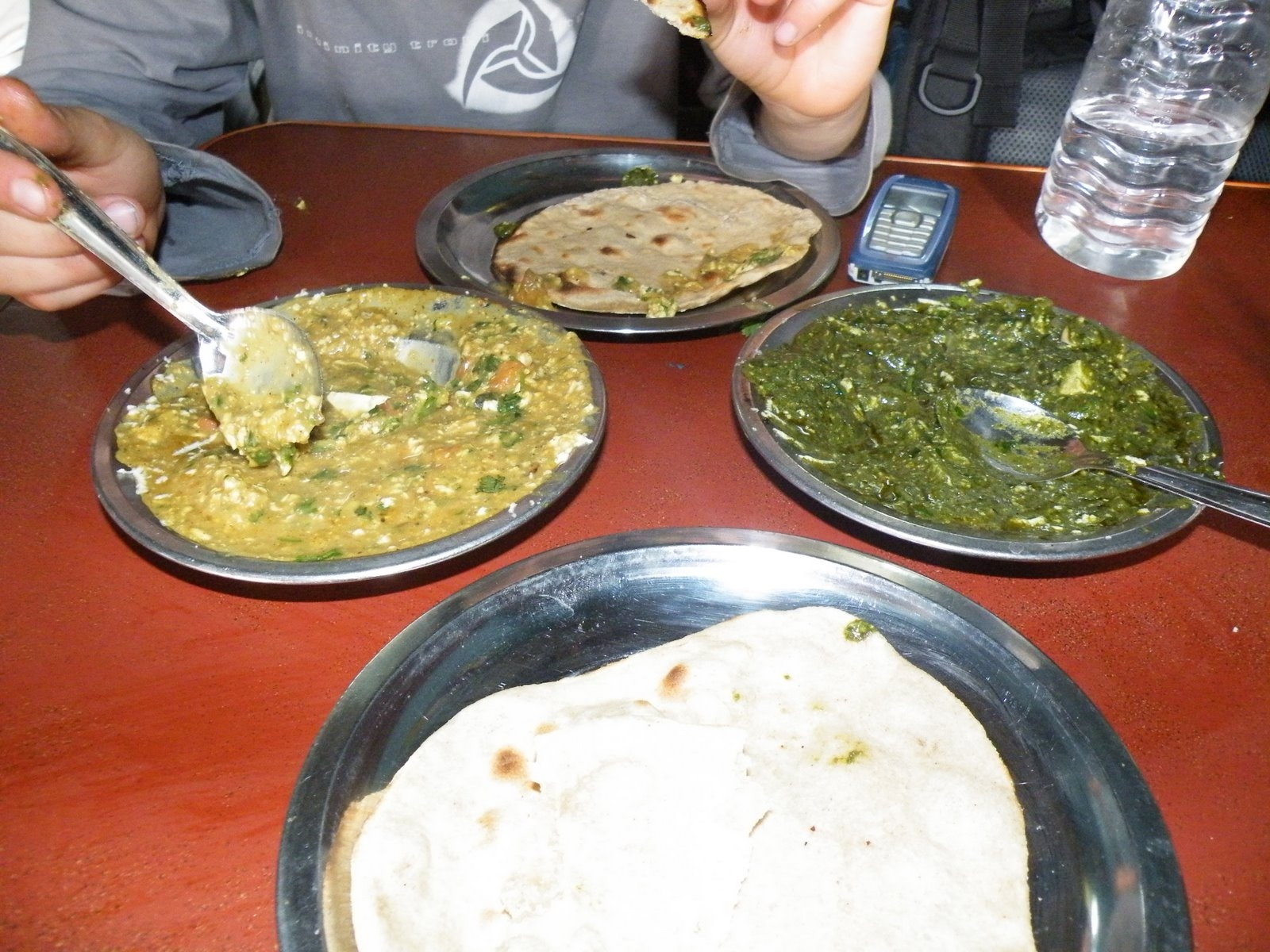
Plats de panir

El panir (en hindi: पनीर; en farsi: پنير) és un formatge tradicional de l'Índia, l'Iran i l'Afganistan. Fabricat a partir de la llet de vaca, té un gust proper a la mozzarella i una textura similar a la del tofu. Aquest formatge és un producte important de la gastronomia d'aquells països i es consumeix sol o pot entrar en la composició d'un gran nombre de plats calents.